# Scary Hours 2
Scary Hours 2 es el cuarto EP del rapero canadiense Drake y una secuela a su segundo EP Scary Hours (2018). Fue lanzado el 5 de marzo de 2021 y presenta dos colaboraciones con los raperos estadounidenses Lil Baby y Rick Ross. El sencillo principal, «What's Next», fue lanzado junto con el EP con un video musical.

## Antecedentes
En enero de 2021, Drake anunció que su próximo sexto álbum de estudio Certified Lover Boy se retrasaría hasta más adelante de 2021. Dos meses después, «Scary Hours 2» se anunció un día antes del lanzamiento en las plataformas de redes sociales de Drake.

## Rendimiento comercial
El sencillo múltiple logró ubicarse en tres listas, las listas de álbumes de Austria, Italia, y Alemania, en el número 10, 54 y 80, respectivamente.
«What's Next» debutó en la cima en la lista Billboard Hot 100 de EE. UU., el 20 de marzo de 2021, convirtiéndose en su octava canción en encabezar la lista.

## Lista de canciones
| Scary Hours 2 |                                          |                                                                                  |                                             |          |  |
| N.º           | Título                                   | Escritor(es)                                                                     | Productor(es)                               | Duración |  |
| 1.            | «What's Next»                            | Aubrey Graham · Jonathan Priester · Maneesh Bidaye                               | Supah Mario · Maneesh                       | 2:58     |  |
| 2.            | «Wants and Needs (ft. Lil Baby)»         | Abraham · Dominique Jones · Ronald LaTour Jr. · Dylan Cleary-Krell · Noah Shebib | Cardo · Dez Wright · 40                     | 3:13     |  |
| 3.            | «Lemon Pepper Freestyle (ft. Rick Ross)» | Graham · William Roberts · Matthew Samuels · Cecilie Maja · Robin Hannibal       | Boi-1da · Austin Powerz · FnZ · Keanu Beats | 6:23     |  |
| 12:33         |                                          |                                                                                  |                                             |          |  |

## Posicionamiento en listas
| Lista (2021)                  | Mejor posición |
| ----------------------------- | -------------- |
| Austria (Ö3 Austria)          | 10             |
| Alemania (Offizielle Top 100) | 80             |
| Italia (FIMI)                 | 54             |